# Kljake
Kljake falu Horvátországban Šibenik-Knin megyében. Közigazgatásilag Ružićhoz tartozik.

## Fekvése
Knintől légvonalban 31, közúton 36 km-re délkeletre, községközpontjától légvonalban 6, közúton 9 km-re délkeletre Dalmácia középső részén, a Moseć-hegység keleti lábánál, a Čikola forrásától délre fekszik. A településtől keletre halad át az 56-os számú főút.

## Története
Kljake területén már a római korban is éltek emberek. Tőle északra, a mai Umljanović határában található Balina glavicán állt a Magnum nevű római város, melynek territóriumához Kljake területe is hozzá tartozott. Közelében haladt át az Aquileiát Dyrrachiummal összekötő fontos ókori kereskedelmi út. A horvátok a 7. században települtek le ezen a vidéken. A Szent Illés plébániatemplom közelében egy a 9. és a 10. század között használt templom maradványait tárták fel. Ezt azt bizonyítja, hogy már a kora középkorban állt itt település. Területét környező településekkel együtt 1522-ben szállta meg a török és csak a 17. század végén szabadították fel a velencei seregek. A török uralom idején területe a Klisszai szandzsák része volt. 1797-ben a Velencei Köztársaság megszűnésével a Habsburg Birodalom része lett. 1806-ban Napóleon csapatai foglalták el és 1813-ig francia uralom alatt állt. Napóleon bukása után ismét Habsburg uralom következett, mely az első világháború végéig tartott. A falunak a 18. században még nem volt önálló plébániája, egészen 1797-ig Drnišhez tartozott. Ekkor önálló káplánja lett, önálló plébániáját pedig csak 1832-ben alapították. Szolgálatát sokáig a visovaci ferences atyák látták el, 1710 óta fennmaradt anyakönyveit is Visovacon vezették. A plébániatemplomot mai formájában 1871-ben építették.
A falunak 1857-ben 702, 1910-ben 794 lakosa volt. Az első világháború után rövid ideig az Olasz Királyság, ezután a Szerb-Horvát-Szlovén Királyság, majd Jugoszlávia része lett. 1991-ben csaknem teljes lakossága horvát nemzetiségű volt. A délszláv háború idején a frontvonal közelsége ellenére végig horvát kézen maradt. A háború után a súlyos károkat szenvedett Gradac helyett a község alternatív székhelyeként is szolgált. 1995 után néhány évig itt működött községháza, az anyakönyvi hivatal, a posta és más közintézmények is. 2011-ben 261 lakosa volt, akik mezőgazdasággal, állattartással foglalkoztak. A településen orvosi rendelő, néhány üzlet és vendéglátó egység működik. Itt van a „Sokol“ vadásztársaság székhelye is.

## Lakosság
| Lakosság változása | Lakosság változása | Lakosság változása | Lakosság változása | Lakosság változása | Lakosság változása | Lakosság változása | Lakosság változása | Lakosság változása | Lakosság változása | Lakosság változása | Lakosság változása | Lakosság változása | Lakosság változása | Lakosság változása | Lakosság változása |
| ------------------ | ------------------ | ------------------ | ------------------ | ------------------ | ------------------ | ------------------ | ------------------ | ------------------ | ------------------ | ------------------ | ------------------ | ------------------ | ------------------ | ------------------ | ------------------ |
| 1857               | 1869               | 1880               | 1890               | 1900               | 1910               | 1921               | 1931               | 1948               | 1953               | 1961               | 1971               | 1981               | 1991               | 2001               | 2011               |
| 702                | 650                | 670                | 676                | 790                | 794                | 783                | 944                | 1.172              | 900                | 925                | 1.035              | 724                | 509                | 340                | 261                |

## Nevezetességei
Szent Illés próféta tiszteletére szentelt római katolikus plébániatemploma egy a falu fölé emelkedő hegyen áll. A stratégiai fontosságú helyen álló domináns építmény a háború idején a védelem szimbólumává vált. A templom elődje egy 9. századi ószláv templom volt, mely körül számos lelet került elő bizonyítva, hogy itt már hosszú évszázadok óta éltek emberek. A mai templomot 1832-ben építették, mai formáját 1871-ben nyerte el. Homlokzatán a bejárat mellett két kis ablak, felette rózsaablak látható. Oromzatán áll a pengefalú harangtorony. 1963-ban és 1978-ban is renoválták. 1997-ben a háborúban súlyosan megsérült harangtornyot javították, 1999-ben pedig új tetőt kapott és a sérült belső teret is helyreállították. A főoltárt 1904-ben a spliti Zeffirino Grassi faragta. Rajta kívül még két oltára van Szent Illés és a Kármelhegyi boldogasszony tiszteletére szentelve. A templom körül temető van, a halottasház építése 2009-ben fejeződött be. Ekkor mellette parkolót is kialakítottak.